# Estació de la Torre del Pla
L'estació de la Torre del Pla és una estació de ferrocarril situada a la pedania homònima del municipi valencià d'Elx, a la comarca del Baix Vinalopó. Està situada prop de l'Aeroport d'Alacant-Elx. Forma part de la línia C-1 de Rodalies Múrcia/Alacant. Disposa també de serveis de mitjana distància.

## Situació ferroviària
Es troba en la línia fèrria d'ample ibèric Alacant-El Reguerón, pq 10,5 a 56,80 metres d'altitud.

## Història
L'estació va ser inaugurada l'11 de maig de 1884 amb la posada en funcionament de la línia Alacant-Alquerías. Les obres van ser a càrrec de la Companyia dels Ferrocarrils Andalusos, que d'aquesta manera expandia la seua xarxa fora de la seua principal zona d'actuació. La línia enllaçava a Alquerías amb MSA, la qual cosa va permetre unir Alacant amb Múrcia. En 1941, amb la nacionalització del ferrocarril a Espanya, l'estació va passar a ser gestionada per RENFE.
Des del 31 de desembre de 2004, Adif és la titular de les instal·lacions ferroviàries.

## Serveis ferroviaris

### Rodalies
Pertany a la línia C-1 de Rodalies Múrcia/Alacant. La freqüència de pas és un tren cada 30-60 minuts.

### Mitjana Distància
Disposa de serveis de mitjana distància que permeten connexions amb ciutats com Múrcia, València, Saragossa o Osca.
| Línia MD | Trens     | Origen/Destinació |  | Destinació/Origen |
| -------- | --------- | ----------------- |  | ----------------- |
|          | Intercity | Osca              |  | Múrcia del Carmen |